# Nicolas Lapierre
Nicolas Lapierre (Thonon-les-Bains, 2 aprile 1984) è un ex pilota automobilistico francese, due volte campione nella classe LMP2 del Campionato del mondo endurance (2016, 2018-19) e quattro volte vincitore della 24 Ore di Le Mans sempre nella classe LMP2.
Dal ottobre 2024 ricopre il ruolo di Direttore Sportivo di Alpine Endurance Team

## Carriera
Nelle competizioni riservate alla categoria Formula 3 ottenne come migliori risultati la vittoria del Gran Premio di Macao nel 2003 e il terzo posto finale nella F3 Euro Series 2004.
Nel 2005 partecipò alla stagione inaugurale della GP2 Series con l'Arden International, terminando in 11ª posizione in classifica, mentre nel 2006, sempre con la Arden, concluse al 9º posto. Nel 2007 passò alla DAMS, chiudendo l'annata in 12ª piazza con due vittorie all'attivo.
Negli stessi anni prese parte all'A1 Grand Prix con la squadra francese: nella prima stagione del campionato, nel 2005-2006, si alternò con Alexandre Prémat alla guida della vettura e ottenne il successo in sei gare, contribuendo alla vittoria del titolo finale da parte della Francia. Gareggiò nuovamente in questo campionato anche nel 2006-2007 e nel 2007-2008, stagioni in cui la squadra si piazzò al quarto posto.

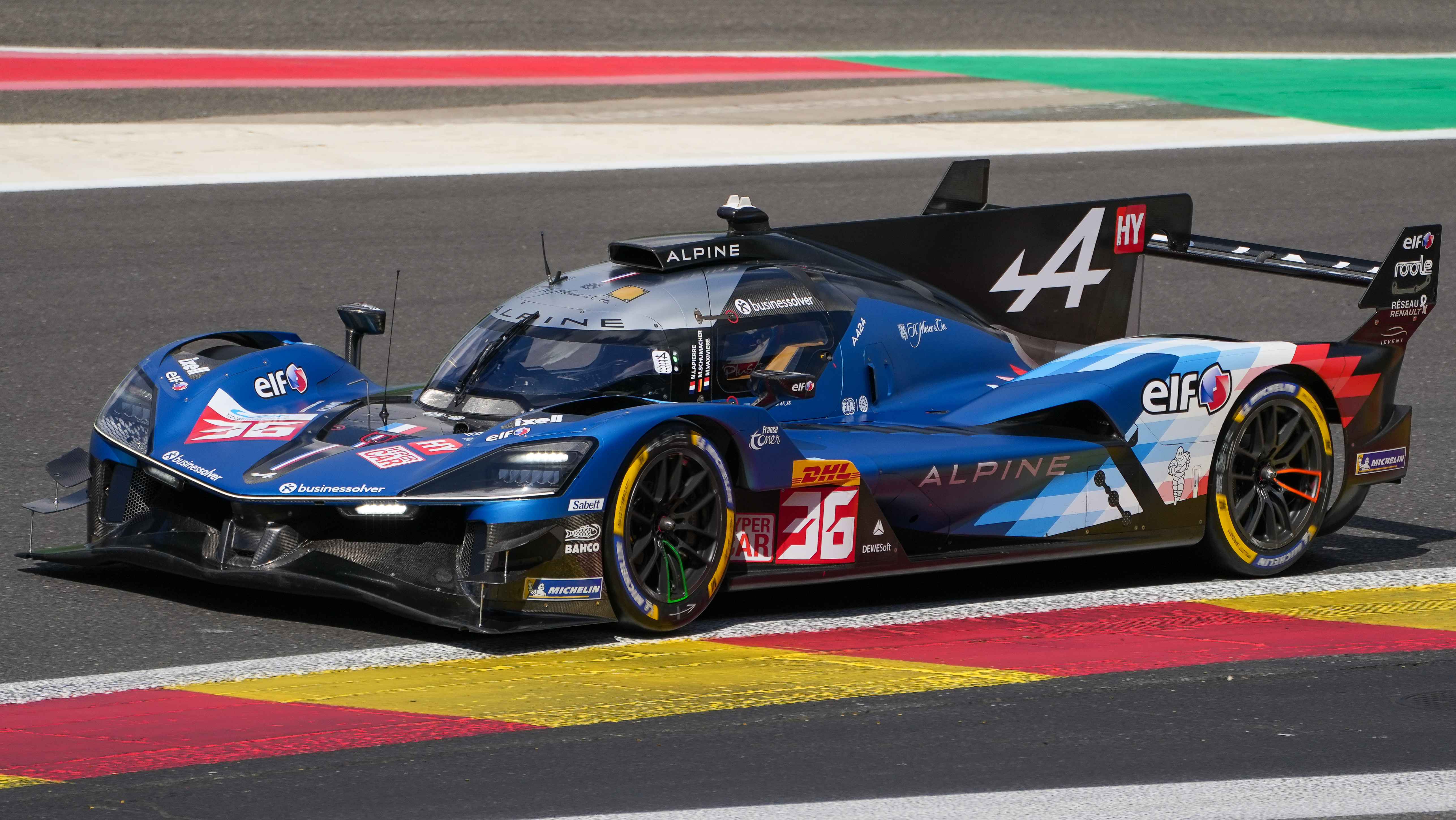
La Alpine A424 di Lapierre durante la 6 ore di Spa 2024

Nelle annate seguenti si dedicò alle gare di endurance, partecipando a prove valide per l'European Le Mans Series e alla 24 Ore di Le Mans con il team Oreca tra il 2007 e il 2011. Nel 2012, sotto le insegne del team Toyota Racing, fu al via del campionato del Mondo Endurance FIA e della 24 Ore di Le Mans, competizioni alle quali si ripresentò anche nel 2013.
Il 2 ottobre del 2024, Lapierre ha annunciato il ritiro dalle corse. Poco dopo viene annunciato il nuovo ruolo di Lapierre, il francese diventa Direttore Sportivo di Alpine Endurance Team. 

## Risultati

### GP2
| Anno    | Scuderia            | 1   | 2   | 3   | 4   | 5   | 6   | 7   | 8   | 9   | 10  | 11  | 12  | 13  | 14  | 15  | 16  | 17  | 18  | 19  | 20  | 21  | 22  | 23  | Punti | Pos. |
| ------- | ------------------- | --- | --- | --- | --- | --- | --- | --- | --- | --- | --- | --- | --- | --- | --- | --- | --- | --- | --- | --- | --- | --- | --- | --- | ----- | ---- |
| 2005    | Arden International | SMR | SMR | ESP | ESP | MON | EUR | EUR | FRA | FRA | GBR | GBR | GER | GER | HUN | HUN | TUR | TUR | ITA | ITA | BEL | BEL | BHR | BHR | 21    | 11º  |
| 2005    | Arden International | NP  | Rit | 11  | 9   | Rit | 12  | Rit | 3   | 5   | 10  | Rit | 9   | 7   | 12  | 6   | Rit | 13  | 4   | Rit | Rit | 23  | 6   | 20  | 21    | 11º  |
| 2006    | Arden International | VAL | VAL | SMR | SMR | EUR | EUR | ESP | ESP | MON | GBR | GBR | FRA | FRA | GER | GER | HUN | HUN | TUR | TUR | ITA | ITA |     |     | 32    | 9º   |
| 2006    | Arden International | 4   | 3   | 3   | 7   | 5   | 2   | Rit | Rit | Rit |     |     |     |     | 20  | 7   | Rit | Rit | 14  | 6   | 6   | 4   |     |     | 32    | 9º   |
| 2007    | DAMS                | BHR | BHR | ESP | ESP | MON | FRA | FRA | GBR | GBR | EUR | EUR | HUN | HUN | TUR | TUR | ITA | ITA | BEL | BEL | VAL | VAL |     |     | 23    | 12°  |
| 2007    | DAMS                | 7   | 1   | Rit | NP  | Rit | 8   | Rit | Rit | NP  | 9   | Rit | Rit | 14  | 15  | Rit | 10  | 17† | 1   | 21  | Rit | 21  |     |     | 23    | 12°  |
| Legenda |                     |     |     |     |     |     |     |     |     |     |     |     |     |     |     |     |     |     |     |     |     |     |     |     |       |      |

### Risultati nel WEC
| Anno    | Squadra                 | Classe   | Vettura                   | SEB | SPA | LMS | SIL | SÃO | BHR | FUJ | SHA |     | Punti | Pos. |
| ------- | ----------------------- | -------- | ------------------------- | --- | --- | --- | --- | --- | --- | --- | --- | --- | ----- | ---- |
| 2012    | Toyota Racing           | LMP1     | Toyota TS030 Hybrid       | Rit | 2   | 1   | Rit | 1   | 1   |     |     |     | 96    | 3°   |
| Anno    | Squadra                 | Classe   | Vettura                   | SIL | SPA | LMS | SÃO | COA | FUJ | SHA | BHR |     | Punti | Pos. |
| 2013    | Toyota Racing           | LMP1     | Toyota TS030 Hybrid       | 4   | Rit | 4   |     |     | 1   | 2   | Rit |     | 69.5  | 4°   |
| Anno    | Squadra                 | Classe   | Vettura                   | SIL | SPA | LMS | COA | FUJ | SHA | BHR | SÃO |     | Punti | Pos. |
| 2014    | Toyota Racing           | LMP1-H   | Toyota TS040 Hybrid       | 1   | 1   | 3   | 3   |     |     |     |     |     | 96    | 9°   |
| Anno    | Squadra                 | Classe   | Vettura                   | SIL | SPA | LMS | NÜR | COA | FUJ | SHA | BHR |     | Punti | Pos. |
| 2015    | KCMG                    | LMP2     | Oreca 05-Nissan VK45DE    |     | 3   | 1   |     | 2   |     |     |     |     | 84    | 5°   |
| Anno    | Squadra                 | Classe   | Vettura                   | SIL | SPA | LMS | NÜR | MEX | COA | FUJ | SHA | BHR | Punti | Pos. |
| 2016    | Signatech-Alpine        | LMP2     | Alpine A460-Nissan VK45DE | 4   | 1   | 1   | 1   | 2   | 1   | 3   | 4   | 3   | 199   | 1°   |
| Anno    | Squadra                 | Classe   | Vettura                   | SIL | SPA | LMS | NÜR | MEX | COA | FUJ | SHA | BHR | Punti | Pos. |
| 2017    | Signatech Alpine Matmut | LMP2     | Alpine A470               | 4   | 6   |     |     | 2   | 1   | 2   | 2   | 4   | 121   | 6º   |
| 2017    | Toyota Gazoo Racing     | LMP1     | Toyota TS050 Hybrid       |     |     | 5   | Rit |     |     |     |     |     | 60    | 12º  |
| Anno    | Squadra                 | Classe   | Vettura                   | SPA | LMS | SIL | FUJ | SHA | SEB | SPA | LMS |     | Punti | Pos. |
| 2018-19 | Signatech Alpine Matmut | LMP2     | Alpine A470               | 2   | 1   | 3   | 3   | 3   | 2   | 2   | 1   |     | 181   | 1º   |
| Anno    | Squadra                 | Classe   | Vettura                   | SIL | FUJ | SHA | BHR | COA | SPA | LMS | BHR |     | Punti | Pos. |
| 2019-20 | Cool Racing             | LMP2     | Oreca 07-Gibson           | 1   | 5   | Rit | 6   | 4   | 2   | 4   |     |     | 103   | 9°   |
| Anno    | Squadra                 | Classe   | Vettura                   | SPA | ALG | MNZ | LMS | FUJ | BHR |     |     |     | Punti | Pos. |
| 2021    | Alpine Elf Matmut       | LMH      | Alpine A480               | 2   | 3   | 2   | 3   | 3   | 3   |     |     |     | 128   | 3º   |
| Anno    | Squadra                 | Classe   | Vettura                   | SEB | SPA | LMS | MON | FUJ | BHR |     |     |     | Punti | Pos. |
| 2022    | Alpine Elf Matmut       | LMH      | Alpine A480               | 1   | 2   | 4   | 1   | 3   | 3   |     |     |     | 144   | 2°   |
| Anno    | Squadra                 | Classe   | Vettura                   | QAT | IMO | SPA | LMS | SÃO | COA | FUJ | BHR |     | Punti | Pos. |
| 2024    | Alpine Endurance Team   | Hypercar | Alpine A424               | 11  | 16  | 12  | Rit | 10  | 9   | 3   |     |     | 18    | 23°  |
| Legenda |                         |          |                           |     |     |     |     |     |     |     |     |     |       |      |

* Stagione in corso.

### Risultati 24 Ore di Le Mans
| Anno | Team                    | Co-Pilota                          | Vettura             | Classe   | Giri | Pos. | Class Pos. |
| ---- | ----------------------- | ---------------------------------- | ------------------- | -------- | ---- | ---- | ---------- |
| 2007 | Team Oreca              | Stéphane Ortelli Soheil Ayari      | Saleen S7-R         | GT1      | 318  | 16°  | 9°         |
| 2009 | Team Oreca-Matmut       | Olivier Panis Soheil Ayari         | Oreca 01-AIM        | LMP1     | 370  | 5°   | 5°         |
| 2010 | Team Oreca-Matmut       | Olivier Panis Loïc Duval           | Peugeot 908 HDi FAP | LMP1     | 373  | DNF  | DNF        |
| 2011 | Team Oreca-Matmut       | Olivier Panis Loïc Duval           | Peugeot 908 HDi FAP | LMP1     | 339  | 5°   | 5°         |
| 2012 | Toyota Racing           | Alexander Wurz Kazuki Nakajima     | Toyota TS030 Hybrid | LMP1     | 134  | DNF  | DNF        |
| 2013 | Toyota Racing           | Alexander Wurz Kazuki Nakajima     | Toyota TS030 Hybrid | LMP1     | 341  | 4°   | 4°         |
| 2014 | Toyota Racing           | Anthony Davidson Sébastien Buemi   | Toyota TS040 Hybrid | LMP1-H   | 374  | 3°   | 3°         |
| 2015 | KCMG                    | Matthew Howson Richard Bradley     | Oreca 05-Nissan     | LMP2     | 358  | 9°   | 1°         |
| 2016 | Signatech Alpine        | Gustavo Menezes Stéphane Richelmi  | Alpine A460-Nissan  | LMP2     | 357  | 5°   | 1°         |
| 2017 | Toyota Gazoo Racing     | José María López Yuji Kunimoto     | Toyota TS050 Hybrid | LMP1     | 160  | DNF  | DNF        |
| 2018 | Signatech Alpine Matmut | André Negrão Pierre Thiriet        | Alpine A470-Gibson  | LMP2     | 367  | 5°   | 1°         |
| 2019 | Signatech Alpine Matmut | André Negrão Pierre Thiriet        | Alpine A470-Gibson  | LMP2     | 368  | 6°   | 1°         |
| 2020 | Cool Racing             | Antonin Borga Alexandre Coigny     | Oreca 07-Gibson     | LMP2     | 365  | 12°  | 8°         |
| 2021 | Alpine Elf Matmut       | André Negrão Matthieu Vaxivière    | Alpine A480-Gibson  | LMH      | 367  | 3°   | 3°         |
| 2022 | Alpine Elf Team         | André Negrão Matthieu Vaxivière    | Alpine A480-Gibson  | LMH      | 362  | 23°  | 5°         |
| 2023 | Cool Racing             | Alexandre Coigny Malthe Jakobsen   | Oreca 07-Gibson     | LMP2     | 316  | 23º  | 12º        |
| 2024 | Alpine Endurance Team   | Matthieu Vaxivière Mick Schumacher | Alpine A424         | Hypercar | 88   | DNF  | DNF        |